# لودویگ برگشترسر
لودویگ برگشترسر (آلمانی: Ludwig Bergsträsser) یک سیاست‌مدار اهل آلمان است.